# سیگت‌اوی‌فالو
سیگت‌اوی‌فالو (به مجاری:  Szigetújfalu) یک شهرداری در مجارستان است که در ناحیه راتس‌کوه واقع شده‌است. سیگت‌اوی‌فالو ۱۰٫۸۳ کیلومتر مربع مساحت و ۲٬۰۷۱ نفر جمعیت دارد.

## خواهرخوانده
شهر واگهویزل خواهرخواندهٔ سیگتویفالو هست.